# V838 Геркулеса
V838 Геркулеса (лат. V838 Herculis) — новая*, двойная катаклизмическая переменная звезда (NA) и затменная переменная звезда типа Алголя (EA) в созвездии Геркулеса на расстоянии (вычисленном из значения параллакса) приблизительно 7026 световых лет (около 2154 парсек) от Солнца. Видимая звёздная величина звезды — от +20m до +5m. Орбитальный период — около 0,2976 суток (7,1432 часа).
Открыта Мацуо Сугано и Джорджем Алкоком 24 марта 1991 года**.

## Характеристики
Первый компонент — аккрецирующий белый карлик. Масса — около 1,35 солнечной.
Второй компонент. Масса — около 0,74 солнечной.